# Anojen Kanagasingam
Anojen Kanagasingam (* 4. Januar 1994 in Bern) ist ein Schweizer Fussballschiedsrichter.

## Karriere
Der wissenschaftliche Mitarbeiter des Schweizerischen Polizei-Institutes in Neuenburg begann im Alter von 17 Jahren mit dem Pfeifen, als er als Spieler in der 4. Liga mit der Leistung eines Schiedsrichters unzufrieden war. 2020 wurde er erstmals als vierter Offizieller in der Super League und ab 2019 als Schiedsrichter in der Challenge League eingesetzt. Im August 2022 debütierte Kanagasingam in der Super League beim Spiel Winterthur gegen die Young Boys.

## Privates
Kanagasingams Eltern stammen aus Sri Lanka, er ist allerdings in Bern geboren und in Ittigen aufgewachsen, hat die Heimat seiner Eltern nur einmal besucht. Kanagasingam ist der erste dunkelhäutige Spitzenschiedsrichter der Schweiz. Rassismus hat er nach eigenen Angaben nur als Spieler erlebt.